# Fjölnir Reykjavik
Pour les articles homonymes, voir Fjölnir.
Le Ungmennafélagið Fjölnir Reykjavik est un club omnisports islandais basé à Reykjavik, et possédant une section football ainsi qu'une section basket-ball. En football, l'islandais Ásmundur Arnarsson est l'entraineur depuis janvier 2019.

## Historique
- 1988 : fondation du club

## Palmarès
- Championnat d'Islande de football D2
  - Champion : 2013
  - Vice-champion : 2020

- Coupe d'Islande de football
  - Finaliste : 2007